# Planaria zeylanica
Planaria zeylanica is een platworm (Platyhelminthes). De worm is tweeslachtig. De soort leeft in of nabij zoet water.
De platworm werd als Planaria zeylanica tot de familie Planariidae gerekend. Sommige auteurs betwijfelen die positie omdat de soort een zoutwatersoort is en de familie Planariidae alleen zoetwatersoorten herbergt. Roman Kenk plaatst de soort in zijn index van 1974 in de clade Polycladida ("Polyclada"). In dat geval zou de soort niet in het geslacht Planaria thuishoren. De wetenschappelijke naam van de soort werd voor het eerst geldig gepubliceerd in 1858 door Kelaart.